# Cameron Diaz

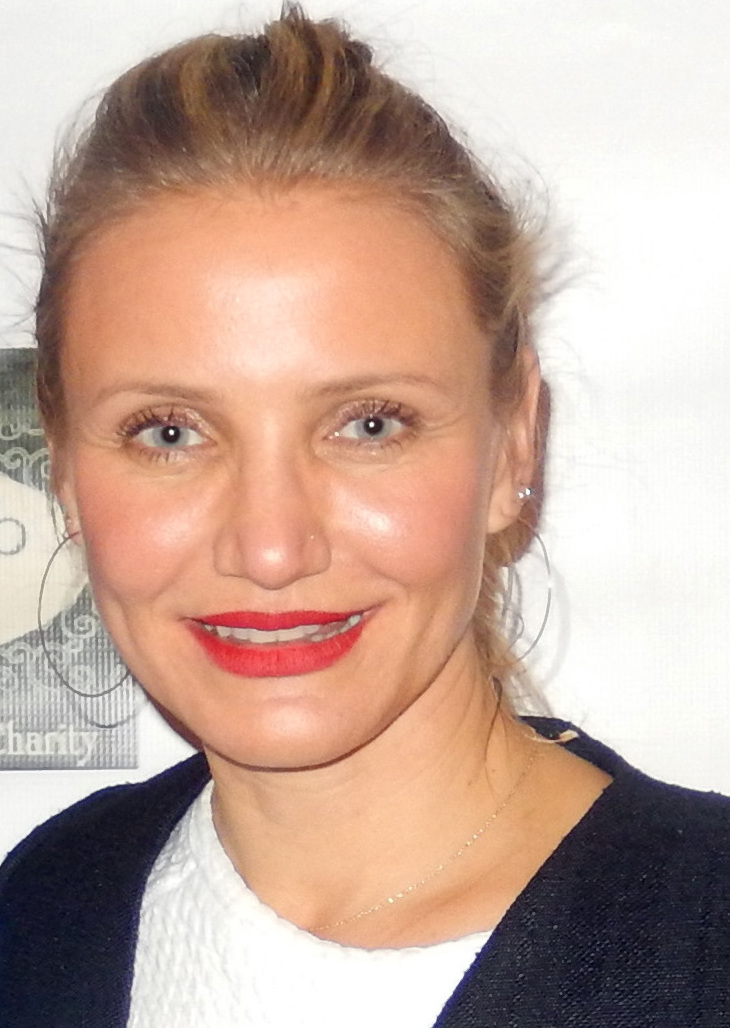
Cameron Diaz (2016)

Cameron Michelle Diaz (* 30. August 1972 in San Diego, Kalifornien) ist eine US-amerikanische Schauspielerin und Synchronsprecherin.

## Leben
Cameron Diaz’ Vater stammt aus Kuba, mütterlicherseits hat sie deutsche, englische und indianische Vorfahren. Sie ging mit Snoop Dogg auf der High School in eine Klasse. Mit 16 Jahren verließ sie ihr Elternhaus und arbeitete in den folgenden fünf Jahren als Model in verschiedenen Ländern, darunter Japan, Australien, Mexiko und Frankreich.
Im Alter von 21 Jahren kehrte sie nach Kalifornien zurück, arbeitete zunächst weiterhin als Model unter anderem auch in einem BDSM-Video und sprach in Die Maske (1994) erfolgreich für die weibliche Hauptrolle vor. Der Kinoerfolg brachte ihr weitere Rollen in Filmen wie Minnesota und Die Hochzeit meines besten Freundes ein.
Der große Durchbruch gelang Diaz im Jahr 1998 mit der Komödie Verrückt nach Mary, die ihr eine erste Golden-Globe-Nominierung einbrachte. Anschließend wandte sich Diaz dem Independentfilm zu. Ihre Rollen in den Streifen Being John Malkovich und Oliver Stones An jedem verdammten Sonntag brachten ihr positive Kritiken ein. Für Being John Malkovich bekam sie im Jahr 1999 ihre zweite Golden-Globe-Nominierung.
Im Jahr 2000 trat Diaz dann in der Neuverfilmung 3 Engel für Charlie auf. Dank des kommerziellen Erfolgs des ersten Teils folgte 2003 die Fortsetzung, die bei der Filmkritik wenig Gnade fand (aber mit einem Einspielergebnis von 259 Mio. US-Dollar genauso erfolgreich war). Der Film war für sieben Goldene Himbeeren nominiert. Schon während der Dreharbeiten sprach sich Diaz gegen einen dritten Teil aus, da sie auch in Zukunft noch an ernsthaften Filmproduktionen mitwirken wollte.
So spielte sie 2001 in Vanilla Sky neben Tom Cruise und Penélope Cruz mit und ein Jahr später in dem für zehn Oscars nominierten Film Gangs of New York des Regisseurs Martin Scorsese. Für beide Filme war sie als Beste Nebendarstellerin für den Golden Globe nominiert. Im Jahr 2004 übernahm sie in dem Film In den Schuhen meiner Schwester an der Seite von Shirley MacLaine und Toni Collette die Rolle der Maggie. Nach einem weiteren Publikumserfolg erhielt Diaz eine Rolle in dem Film Liebe braucht keine Ferien an der Seite von Jude Law, Kate Winslet und Jack Black. In ihrem nächsten Film spielte Diaz an der Seite von Ashton Kutcher in Love Vegas; der Film erhielt schlechte Kritiken, Diaz und Kutcher wurden jeweils für eine Goldene Himbeere nominiert.

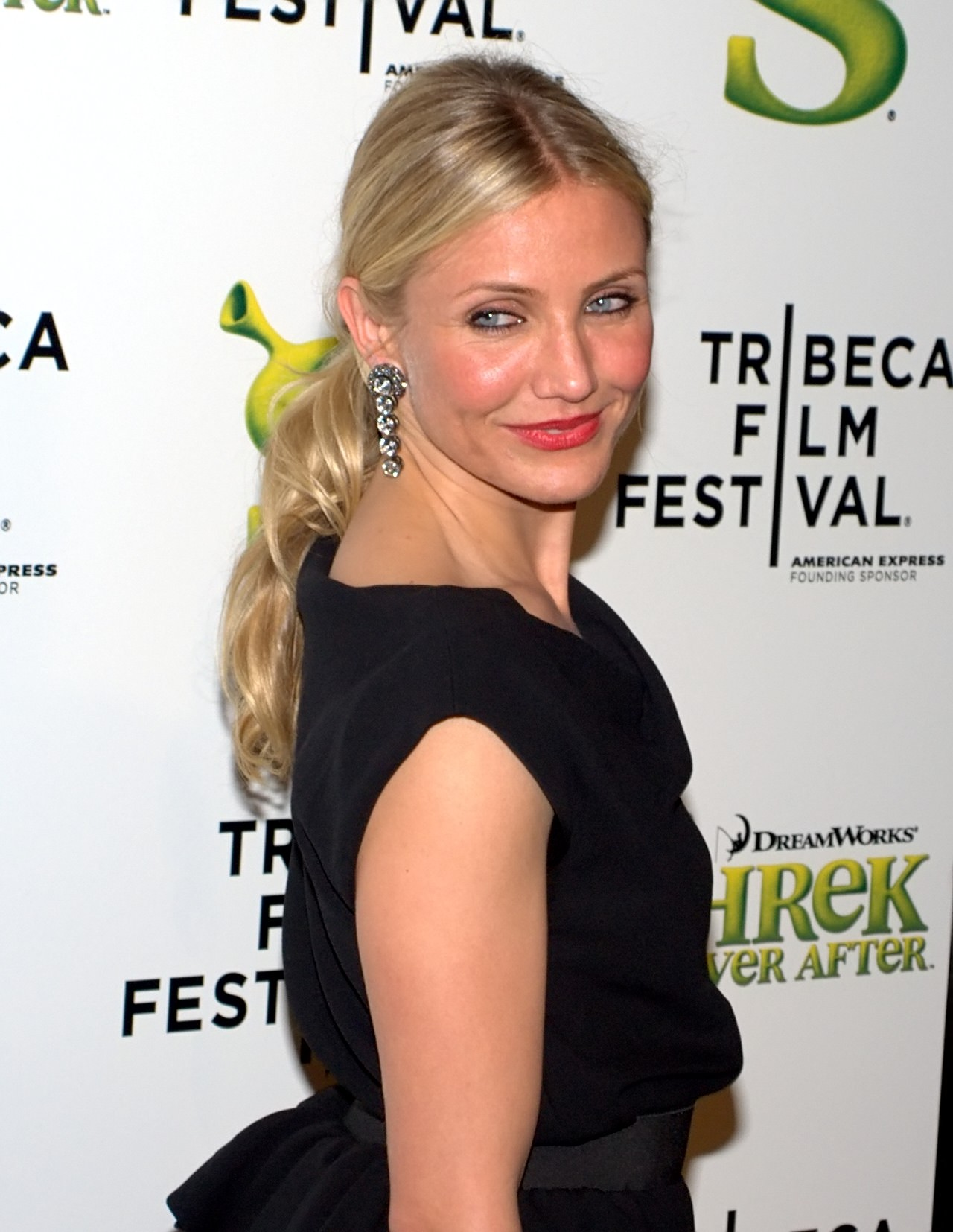
Cameron Diaz (2010)

Im Jahr 2009 spielte Diaz in der Romanverfilmung Beim Leben meiner Schwester die Mutter eines an Leukämie erkrankten Kindes. Ein Jahr später war sie in der Actionkomödie Knight and Day an der Seite von Tom Cruise zu sehen. Es folgten Auftritte vor allem in Filmkomödien. 2014 trat sie in Annie in Erscheinung, ihr bislang letzter Auftritt als Schauspielerin. Ihr Schaffen umfasst 56 Film- und Fernsehproduktionen.
Am 12. März 2018 wurde von der engen Freundin Selma Blair bekanntgegeben, dass Diaz ihre Schauspielkarriere beendet habe. Sie sei „fertig“ mit Hollywood und als Hausfrau zufrieden. Ende Juni 2022 wurde bekannt, dass sie an der Seite von Jamie Foxx den Netflix-Film Back in Action drehen werde. Die Veröffentlichung erfolgte am 17. Januar 2025.
Zwischenzeitlich zählte Diaz zu den am besten verdienenden Schauspielerinnen Hollywoods. Nachdem sie für Shrek der Dritte eine Gage von 30 Millionen US-Dollar erhalten hatte, belegte sie in der Forbes-Rangliste mit einem Einkommen von 50 Millionen US-Dollar (zwischen Juni 2007 und Juni 2008, inklusive Werbeeinnahmen) den ersten Platz.

## Persönliches
Diaz hatte von 1990 bis 1995 eine Beziehung mit dem Produzenten Carlos de la Torre. Von 1996 bis 1998 war sie mit Matt Dillon und von 1999 bis 2003 mit dem Schauspieler und Musiker Jared Leto liiert. Von 2003 bis Januar 2007 lebte Diaz mit Justin Timberlake zusammen. Zwischen Juli 2010 und September 2011 waren sie und der Baseballer Alex Rodriguez ein Paar.
Am 5. Januar 2015 heiratete sie in Los Angeles den Musiker Benji Madden, Gitarrist der Band Good Charlotte, mit dem sie ab 2014 verlobt war. Sie sind Eltern einer Tochter (* Dezember 2019) und eines Sohnes (* März 2024).

## Filmografie (Auswahl)

### Als Darstellerin
- 1994: Die Maske (The Mask)
- 1995: Last Supper – Die Henkersmahlzeit (The Last Supper)
- 1996: She’s the One
- 1996: Feeling Minnesota
- 1996: Kopf über Wasser (Head Above Water)
- 1997: Die Hochzeit meines besten Freundes (My Best Friend’s Wedding)
- 1997: Lebe lieber ungewöhnlich (A Life Less Ordinary)
- 1998: Fear and Loathing in Las Vegas
- 1998: Very Bad Things
- 1998: Verrückt nach Mary (There’s Something About Mary)
- 1999: An jedem verdammten Sonntag (Any Given Sunday)
- 1999: Being John Malkovich
- 2000: 3 Engel für Charlie (Charlie’s Angels)
- 2000: Gefühle, die man sieht – Things You Can Tell (Things You Can Tell Just by Looking at Her)
- 2001: Vanilla Sky
- 2001: The Invisible Circus
- 2002: Slackers
- 2002: Super süß und super sexy (The Sweetest Thing)
- 2002: Gangs of New York
- 2002: Minority Report
- 2003: 3 Engel für Charlie – Volle Power (Charlie’s Angels: Full Throttle)
- 2005: In den Schuhen meiner Schwester (In Her Shoes)
- 2006: Liebe braucht keine Ferien (The Holiday)
- 2008: Love Vegas (What Happens in Vegas)
- 2009: Beim Leben meiner Schwester (My Sister’s Keeper)
- 2009: The Box – Du bist das Experiment (The Box)
- 2010: Knight and Day
- 2011: The Green Hornet
- 2011: Bad Teacher
- 2012: Was passiert, wenn’s passiert ist (What to Expect When You're Expecting)
- 2012: Gambit – Der Masterplan (Gambit)
- 2013: The Counselor
- 2014: Die Schadenfreundinnen (The Other Woman)
- 2014: Sex Tape
- 2014: Annie
- 2025: Back in Action

### Als Synchronsprecherin
- 2001: Shrek – Der tollkühne Held (Shrek) als Fiona
- 2004: Shrek 2 – Der tollkühne Held kehrt zurück (Shrek 2) als Fiona
- 2007: Shrek der Dritte (Shrek the Third) als Fiona
- 2010: Für immer Shrek (Shrek Forever After) als Fiona

Diaz’ deutsche Standard-Synchronsprecherin ist Katrin Fröhlich.

## Auszeichnungen (Auswahl)

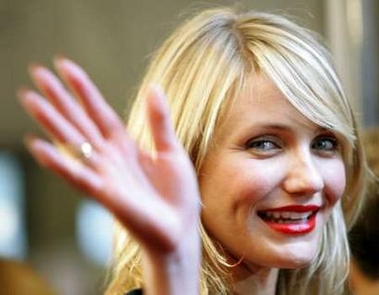
Diaz beim Toronto International Film Festival, 2005

### Auszeichnungen
- 1999: Blockbuster Entertainment Award für An jedem verdammten Sonntag
- 1999: Alma Award für An jedem verdammten Sonntag
- 2001: Boston Society of Film Critics Award für Vanilla Sky
- 2002: Chicago Film Critics Association Award für Vanilla Sky
- 2004: Imagen Foundation Award für 3 Engel für Charlie – Volle Power
- 2009: Stern auf dem Hollywood Walk of Fame
- 2015: Goldene Himbeere als Schlechteste Schauspielerin für Die Schadenfreundinnen und Sex Tape

### Nominierungen
- 1999: Golden Globe als Beste Darstellerin für Verrückt nach Mary
- 2000: Golden Globe als Beste Nebendarstellerin für Being John Malkovich.
- 2000: SAG Award als Beste Nebendarstellerin für Being John Malkovich
- 2000: British Academy Film Award als Beste Nebendarstellerin für Being John Malkovich
- 2002: Golden Globe als Beste Nebendarstellerin für Vanilla Sky
- 2002: SAG Award als Beste Nebendarstellerin für Vanilla Sky
- 2003: Golden Globe als Beste Nebendarstellerin für Gangs of New York
- 2004: Goldene Himbeere als Schlechteste Schauspielerin für 3 Engel für Charlie – Volle Power
- 2006: Imagen Foundation Award als Beste Darstellerin für In den Schuhen meiner Schwester
- 2008: Kids’ Choice Award als Beste Stimme in einem Animationsfilm für Shrek der Dritte
- 2009: Goldene Himbeere als Schlechteste Schauspielerin und Schlechtestes Leinwandpaar (zusammen mit Ashton Kutcher) für Love Vegas
- 2015: Goldene Himbeere als Schlechteste Nebendarstellerin für Annie
- 2015: Kids’ Choice Award als Lieblings-Schauspielerin für Annie
- 2015: Kids’ Choice Award als Coolster Schurke für Annie

### Ehrungen
Am 22. Juni 2009 wurde Cameron Diaz mit einem Stern auf dem Hollywood Walk of Fame (bei 6712 Hollywood Boulevard vor dem Grauman’s Egyptian Theatre) in der Kategorie Film geehrt.

## Veröffentlichungen
- The Body Book: the law of hunger, the science of strength, and other ways to love your amazing body. Harper Wave, New York 2013, ISBN 978-0-06-225274-6.
- The Longevity Book: the science of aging, the biology of strength, and the privilege of time. Harper Wave, New York 2016, ISBN 978-0-06-237518-6.